# East Carroll Parish
East Carroll Parish (franska: Paroisse de Carroll Est) är ett administrativt område, parish, i delstaten Louisiana, USA. År 2010 hade området 7 759 invånare. Administrativ huvudort är Lake Providence.

## Geografi
Enligt United States Census Bureau har countyt en total area på 1 146 km². 1 092 av den arean är land och 54 km² är vatten.

### Angränsande områden
- Chicot County, Arkansas - norr
- Issaquena County, Mississippi - öster
- Warren County, Mississippi - sydost
- Madison Parish - syd
- Richland Parish - sydväst
- West Carroll Parish - väster